# Mao Tử Tuấn
Mao Tử Tuấn (tiếng Trung: 茅子俊, bính âm: Mao Zijun, sinh ngày 31 tháng 12 năm 1986) là một diễn viên người Trung Quốc. Anh nổi tiếng với vai diễn trong Đại Nha Hoàn, Hạo Lan Truyện, Tru Tiên Thanh Vân Chí, Thiên Kê Chi Bạch Xà Truyền Thuyết và vai Giang Nguyệt Lâu trong Hận Quân Không Giống Giang Lâu Nguyệt.

## Sự nghiệp
Mao Tử Tuấn ra mắt công chúng lần đầu tiên trong 2009 với bộ phim truyền hình Nương Thê và sau đó được chú ý với vai diễn Thập Tứ A Ca Dận Trinh trong bộ phim truyền hình ăn khách năm 2011 Cung tỏa tâm ngọc. Cùng năm, anh đã giành được giải thưởng Nam diễn viên phụ xuất sắc nhất tại Giải thưởng Truyền hình Youku cho màn trình diễn trong Khuynh thế hoàng phi. Sau đó, anh tiếp tục được chú ý nhiều hơn qua vai diễn phản diện trong bộ phim Tru tiên Thanh Vân Chí. Năm 2017, anh được nhớ tới với các vai phụ trong Đại Đường Vinh Diệu và Thiên kê chi bạch xà truyền thuyết.
Mao Tử Tuấn đóng vai chính đầu tiên trong bộ phim lịch sử năm 2019 Hạo Lan truyện, vai Doanh Dị Nhân tức Tần Trang Tương Vương.

## Phim

### Phim điện ảnh
| Năm  | Tiêu đề tiếng Việt | Tiêu đề tiếng Trung | Vai          | Ghi chú/ Tham khảo |
| ---- | ------------------ | ------------------- | ------------ | ------------------ |
| 2011 | Nợ nhà             | 上门 债             | Ngô Thế Vỹ   |                    |
| 2012 | Hoa dạng           | 花漾                | Lý nhị thiếu | [ 7 ]              |

### Phim truyền hình
| Năm  | Tiêu đề tiếng Việt                        | Tiêu đề tiếng Trung | Vai trò                | Ghi chú/ Tham khảo |
| ---- | ----------------------------------------- | ------------------- | ---------------------- | ------------------ |
| 2009 | Nương Thê                                 | 娘妻                | Đinh Quốc Hoa          |                    |
| 2010 | Đại Nha Hoàn                              | 大丫鬟              | A Liệt                 | [ 8 ]              |
| 2010 | Mỹ nhân tâm kế                            | 美人心计            | Lưu Triệt              | [ 1 ]              |
| 2011 | Cung toả tâm ngọc                         | 宫锁心玉            | Thập tứ a ca Dận Trinh |                    |
| 2011 | Thuyền Đến Thuyền Đi                      | 船来船往            | Trương Thắng Trung     |                    |
| 2011 | Khuynh thế hoàng phi                      | 倾 世皇妃           | Mã Độ Vân              | [ 9 ]              |
| 2012 | Cửu Hà Nhập Hải                           | 九河入海            | Hứa Trung Kỳ           | [ 10 ]             |
| 2013 | Họa Bì 2                                  | 画皮之真爱无悔      | Bàng Lang              | [ 11 ]             |
| 2014 | Hồng Tửu Giai Nhân                        | 紅酒俏佳人          | Triệu Tịch             | [ 12 ]             |
| 2014 | Tân Bát Tiên Truyền Kỳ Kiếm Hiệp          | 剑侠                | Tào Cung               |                    |
| 2015 | Thiếu niên tứ đại danh bổ                 | 少年四大名捕        | Thiết Thủ              | [ 13 ]             |
| 2015 | Bích Huyết Thư Hương Mộng                 | 碧血书香 梦         | Ngô Thời               | [ 14 ]             |
| 2015 | Trận Chiến Cuối Cùng                      | 最后一战            | Hàn Văn Ngọc           |                    |
| 2016 | Tú lệ giang sơn trường ca hành            | 秀丽江山之长歌行    | Âm Hưng                |                    |
| 2016 | Tru tiên Thanh Vân Chí                    | 青云志              | Tần Vô Viêm            | [ 3 ]              |
| 2016 | Nhiệm Vụ Hi Vọng                          | 希望使命            | Nhạc Cương             | [ 15 ]             |
| 2017 | Đại Đường Vinh Diệu                       | 大唐荣耀            | An Khánh Tự            | [ 4 ]              |
| 2017 | Long châu truyền kỳ                       | 龙珠传奇            | Chu Từ Huyên           | [ 16 ]             |
| 2018 | Thiên Kê Chi Bạch Xà Truyền Thuyết        | 天乩之白蛇传说      | Pháp Hải               | [ 5 ]              |
| 2019 | Hạo Lan truyện                            | 皓镧传              | Tần Trang Tương vương  | [ 6 ]              |
| 2021 | Hận Quân Không Giống Giang Lâu Nguyệt     | 恨君不似江楼月      | Giang Nguyệt Lâu       | [ 17 ]             |
| 2024 | Hồ yêu tiểu hồng nương: Nguyệt hồng thiên | 狐妖小红娘月红篇    | Nhan Như Ngọc          |                    |
| 2024 | Trường Lạc Khúc                           | 长乐曲              | Lai La Chức            |                    |

### Chương trình truyền hình
| Năm  | Tiêu đề tiếng Việt | Tiêu đề tiếng Trung | Vai trò   | Ghi chú |
| ---- | ------------------ | ------------------- | --------- | ------- |
| 2017 | Tôi muốn gặp bạn   | 我想见到你          | Diễn viên | [ 18 ]  |

## Giải thưởng và đề cử
| Năm  | Giải thưởng                              | Hạng mục                               | Vai diễn                                 | Kết quả   | Ct     |
| ---- | ---------------------------------------- | -------------------------------------- | ---------------------------------------- | --------- | ------ |
| 2011 | Lễ trao giải phim truyền hình Youku      | Nam diễn viên phụ xuất sắc nhất        | Vai Mã Độ Vân trong Khuynh thế hoàng phi | Đoạt giải | [ 2 ]  |
| 2012 | Liên hoan thần tượng Châu Á lần thứ nhất | Gương mặt thần tượng mới               | —                                        | Đoạt giải | [ 19 ] |
| 2017 | Onlylady Fashion Awards                  | Diễn viên thời trang                   | —                                        | Đoạt giải | [ 20 ] |
| 2017 | ITOP Fan Festival ceremony               | Nam diễn viên được yêu thích nhất      | —                                        | Đoạt giải | [ 21 ] |
| 2017 | Lễ hội thời trang COSMO                  | Beauty Idol                            | —                                        | Đoạt giải | [ 22 ] |
| 2019 | Báo điện ảnh cuối tuần Mr. Global Night  | Nam diễn viên trẻ được yêu thích nhất  | —                                        | Đoạt giải | [ 23 ] |
| 2019 | Báo điện ảnh cuối tuần Mr. Global Night  | Diễn viên có thời trang được yêu thích | —                                        | Đoạt giải | [ 24 ] |